# Shehbaz Sharif
Mian Muhammad Shehbaz Sharif (nascut el 23 de setembre de 1951) és un polític pakistanès que exerceix com a 23è i actual primer ministre del Pakistan, en el càrrec des de l'11 d'abril de 2022. És l'actual president de la Lliga Musulmana del Pakistan (N) (PML-N). Anteriorment en la seva carrera política, va exercir tres vegades com a ministre en cap de Punjab, convertint-lo en el ministre en cap de Panjab que ha estat més temps al càrrec.

## Biografia
Shehbaz va ser elegit a l'Assemblea Provincial del Panjab el 1988 i a l' Assemblea Nacional del Pakistan el 1990. Va ser escollit novament a l'Assemblea de Punjab el 1993 i nomenat líder de l'oposició. Va ser elegit primer ministre de la província més poblada del Pakistan, el Punjab, per primera vegada el 20 de febrer de 1997. Després del cop d'estat pakistanès de 1999, Shehbaz, juntament amb la seva família, van passar anys d'autoexili a l'Aràbia Saudita, tornant al Pakistan el 2007. Shehbaz va ser nomenat ministre en cap per a un segon mandat després de la victòria del PML-N a la província de Punjab a les eleccions generals pakistaneses de 2008. Va ser elegit com a ministre en cap de Punjab per tercera vegada a les eleccions generals de 2013 i va complir el seu mandat fins a la derrota del seu partit a les eleccions generals de 2018. Durant el seu mandat com a ministre en cap, Shehbaz va gaudir d'una bona reputació com administrador. Va iniciar diversos projectes d'infraestructures pel Punjab. Shehbaz va ser nomenat president de la Lliga Musulmana-N del Pakistan després que el seu germà, Nawaz Sharif, fos inhabilitat per ocupar el càrrec arran del cas dels Papers de Panamà. Va ser nomenat líder de l'oposició després de les eleccions del 2018.
El desembre de 2019, l' Oficina Nacional de Responsabilitat (NAB) va congelar 23 propietats que pertanyien a Shehbaz i al seu fill, Hamza Sharif, acusant-los de blanqueig de capitals. El 28 de setembre de 2020, NAB va arrestar Shehbaz al Tribunal Superior de Lahore i el va acusar de blanqueig de capitals. Va ser empresonat a l'espera del judici. El 14 d'abril de 2021, el Tribunal Superior de Lahore el va posar en llibertat sota fiança en referència al blanqueig de capitals.

### Primer ministre
Enmig de la crisi política pakistanesa de 2020-2022, va ser elegit primer ministre l'11 d'abril de 2022 després de la moció de censura contra Imran Khan. El 10 d'agost de 2023, l'Assemblea Nacional va ser dissolta prematurament pel president Arif Alvi a petició del primer ministre Shehbaz Sharif, i Sharif va ser substituït de manera interina per Anwaar ul Haq Kakar. Les eleccions s'havien de celebrar com a màxim el 8 de novembre de 2023 però es van haver de retardar fins al 8 de febrer de 2024 per tal de realitzar noves delimitacions electorals pels resultats del cens. Tot i la victòria del Moviment per la Justícia del Pakistan a les eleccions, Sharif fou nomenat de nou primer ministre el 3 de març de 2024 gràcies al suport del Partit Popular del Pakistan.
El 6 de maig de 2025 l'Índia va bombardejar a Muridke i Bahawalpur al Punjab pakistanès, i a Kotli i Muzaffarabad al Caixmir ocupat pel Pakistan diverses infraestructures de Laixkar-e-Toiba causant la mort de 26 persones, després que aquesta organització ataqués un grup de turistes a Pahalgam el 22 d'abril, causant 28 víctimes mortals. Després d'atacs pakistanesos i indis, Donald Trump va auspiciar un alto el foc complet i immediat entre les dues parts, que va tenir efecte a partir del 10 de maig.